# Ołena Kremzer
Ołena Witalijiwna Kremzer po mężu Nasibowa (ukr. Олена Віталіївна Кремзер (Насібова); ur. 19 sierpnia 1997) – ukraińska zapaśniczka walcząca w stylu wolnym. Zajęła siódme miejsce na mistrzostwach Europy w 2018 i 2019. Piąta na igrzyskach wojskowych w 2019. Piąta w Pucharze Świata w 2019 i szósta w 2017. 
Brązowa medalistka młodzieżowych igrzysk olimpijskich z 2014. Trzecia na MŚ U-23 w 2018. Pierwsza na ME U-23 w 2016 i trzecia w 2018. Druga na MŚ juniorów w 2015, trzecia w 2016. Mistrzyni Europy juniorów w 2015. Mistrzyni świata kadetów w 2012 i 2014 roku.